# Otiocerus wolfii
Otiocerus wolfii är en insektsart som beskrevs av Kirby 1821. Otiocerus wolfii ingår i släktet Otiocerus och familjen Derbidae. Inga underarter finns listade i Catalogue of Life.